# Obsjtina Karlovo
Obsjtina Karlovo (bulgariska: Община Карлово) är en kommun i Bulgarien.   Den ligger i regionen Plovdiv, i den centrala delen av landet, 110 km öster om huvudstaden Sofia.
Obsjtina Karlovo delas in i:
- Banja
- Beguntsi
- Bogdan
- Vasil Levski
- Vedrare
- Vojnjagovo
- Gorni Domljan
- Domljan
- Dăbene
- Iganovo
- Kalofer
- Karavelovo
- Kliment
- Klisura
- Kărnare
- Prolom
- Rozino
- Slatina
- Sokolitsa
- Stoletovo
- Christo Danovo
- Pevtsite
- Moskovets
- Kurtovo

Följande samhällen finns i Obsjtina Karlovo:
- Karlovo
- Banya
- Klisura
- Voynyagovo

Trakten runt Obsjtina Karlovo består till största delen av jordbruksmark. Runt Obsjtina Karlovo är det ganska tätbefolkat, med 58 invånare per kvadratkilometer.